# Зарево (Домбаровский район)
За́рево — село в Домбаровском районе Оренбургской области в составе Заринского сельсовета.

## География
Находится на расстоянии примерно 17 километров по прямой на север-северо-восток от районного центра посёлка Домбаровский.

## Климат
Климат резко континентальный. Зима, как правило, малоснежная, суровая, холодная. Самый холодный месяц — январь. Средняя температура января −16,5…−17 °C. Осадки за холодный период года (с ноября по март) составляют около 100 мм. Снежный покров устанавливается в середине ноября и исчезает в конце апреля. Высота снежного покрова менее 30 см. Весна развертывается интенсивно. Быстро нарастает температура и прогревается земля. Безморозный период в среднем составляет 120—135 дней. Лето жаркое, начало обычно засушливое. Средняя температура июля +21,8 °C. Максимальная температура может доходить до +42 °C. Осадки за тёплый период года (с апреля по октябрь) составляют около 100—250 мм. Осенью начинаются утренние заморозки. Понижение температур происходит неравномерно. В конце октября температура опускается ниже нуля.

## История
Село основано, предположительно, как центр отделения совхоза «Домбаровский» в 1962-64 годы. Официальное наименование село получило в 1966 году. В 1976 году село стало центром отделения вновь организованного (на землях совхоза «Домбаровский») козоводческого совхоза «Заря». В настоящее время село — центр отделения ООО «Золотая Нива».

## Население
Постоянное население составляло 181 человек в 2002 году (казахи 96 %), 42 человек в 2010 году.